# Waalse Pijl 2021
De eendaagse wielerwedstrijd Waalse Pijl werd in 2021 op woensdag 21 april verreden. De wedstrijd voor de mannen, de 85e editie, was onderdeel van de UCI World Tour van dit seizoen en de wedstrijd voor de vrouwen, de 24e editie, was onderdeel van de UCI Women's World Tour van dit seizoen.

## Mannen
Bij de mannen was de Zwitser Marc Hirschi titelverdediger. Hij kwam niet aan de start vanwege positieve coronatesten binnen zijn ploeg UAE Team Emirates. Hij werd opgevolgd door wereldkampioen Julian Alaphilippe.

### Deelnemers
Naast de negentien WorldTour-ploegen gaf de organisatie ook zes wildcards aan andere ploegen. Een paar uur voor de start trok UAE Team Emirates zich terug vanwege positieve coronatesten van twee stafleden. Elke andere ploeg stond met 7 renners aan de start, wat het totaal van gestarte renners op 168 bracht.

### Uitslag
| Plaats  | Naam                  | Ploeg                              | Tijd     |
| ------- | --------------------- | ---------------------------------- | -------- |
| Winnaar | Julian Alaphilippe    | Deceuninck–Quick-Step              | 4u36'25" |
| 2       | Primož Roglič         | Team Jumbo-Visma                   | z.t.     |
| 3       | Alejandro Valverde    | Movistar Team                      | + 6"     |
| 4       | Michael Woods         | Israel Start-Up Nation             | + 8"     |
| 5       | Warren Barguil        | Arkéa-Samsic                       | + 11"    |
| 6       | Tom Pidcock           | INEOS Grenadiers                   | z.t.     |
| 7       | David Gaudu           | Groupama-FDJ                       | z.t.     |
| 8       | Esteban Chaves        | Team BikeExchange                  | z.t.     |
| 9       | Richard Carapaz       | INEOS Grenadiers                   | z.t.     |
| 10      | Maximilian Schachmann | BORA-hansgrohe                     | + 16"    |
| 11      | Bauke Mollema         | Trek-Segafredo                     | z.t.     |
| 12      | Ben Tulett            | Alpecin-Fenix                      | z.t.     |
| 13      | Alex Aranburu         | Astana-Premier Tech                | z.t.     |
| 14      | Quinten Hermans       | Intermarché-Wanty-Gobert Matériaux | z.t.     |
| 15      | Patrick Konrad        | BORA-hansgrohe                     | z.t.     |
| 16      | Guillaume Martin      | Cofidis                            | z.t.     |
| 17      | Jakob Fuglsang        | Astana-Premier Tech                | + 19"    |
| 18      | Benoît Cosnefroy      | AG2R-Citroën                       | + 21"    |
| 19      | Jack Haig             | Bahrain-Victorious                 | z.t.     |
| 20      | Adam Yates            | INEOS Grenadiers                   | + 27"    |

## Vrouwen
Bij de vrouwen was wereldkampioene Anna van der Breggen de titelverdedigster. Zij volgde zichzelf op en won voor de zevende keer op rij de Waalse Pijl.

### Deelnemende ploegen
| World Tourteams | UCI-teams | UCI-teams                                                                                         |
| --- | --- | ------------------------------------------------------------------------------------------------- |
| Alé BTC Ljubljana BikeExchange Canyon-SRAM FDJ Nouvelle-Aquitaine Futuroscope Liv Racing Movistar Team SD Worx Team DSM Trek-Segafredo | Andy Schleck-CP NVST-Immo Losch A.R. Monex BePink Bingoal Casino-Chevalmeire Ceratizit-WNT Cogeas-Mettler Doltcini-Van Eyck Sport Drops-Le Col Lotto Soudal Ladies | Parkhotel Valkenburg Rally Cycling Team Arkéa Team Jumbo-Visma Team Tibco Valcar-Travel & Service |

### Uitslag
| Plaats  | Naam                    | Ploeg                              | Tijd     |
| ------- | ----------------------- | ---------------------------------- | -------- |
| Winnaar | Anna van der Breggen    | Team SD Worx                       | 3u28'27" |
| 2       | Katarzyna Niewiadoma    | Canyon-SRAM                        | + 2"     |
| 3       | Elisa Longo Borghini    | Trek-Segafredo                     | + 6"     |
| 4       | Annemiek van Vleuten    | Movistar Team                      | z.t.     |
| 5       | Mavi García             | Alé BTC Ljubljana                  | + 22"    |
| 6       | Juliette Labous         | Team DSM                           | + 28"    |
| 7       | Ruth Winder             | Trek-Segafredo                     | + 31"    |
| 8       | Cecilie Uttrup Ludwig   | FDJ Nouvelle-Aquitaine Futuroscope | + 32"    |
| 9       | Amanda Spratt           | BikeExchange                       | + 35"    |
| 10      | Demi Vollering          | Team SD Worx                       | + 42"    |
| 11      | Marianne Vos            | Team Jumbo-Visma                   | + 1'32"  |
| 12      | Ashleigh Moolman-Pasio  | Team SD Worx                       | + 1'36"  |
| 13      | Erica Magnaldi          | Ceratizit-WNT Pro Cycling          | + 1'38"  |
| 14      | Kristabel Doebel-Hickok | Rally Cycling                      | + 1'39"  |
| 15      | Katrine Aalerud         | Movistar Team                      | + 1'42"  |
| 16      | Leah Thomas             | Movistar Team                      | z.t.     |
| 17      | Kristen Faulkner        | Team Tibco                         | + 1'43"  |
| 18      | Sabrina Stultiens       | Liv Racing                         | + 1'45"  |
| 19      | Lucy Kennedy            | Team BikeExchange                  | + 1'48"  |
| 20      | Évita Muzic             | FDJ Nouvelle-Aquitaine Futuroscope | + 1'50"  |
|         |                         |                                    |          |
| 32      | Julie Van de Velde      | Team Jumbo-Visma                   | + 3'23"  |

1936 · 1937 · 1938 · 1939 · 1940 · 1941 · 1942 · 1943 · 1944 · 1945 · 1946 · 1947 · 1948 · 1949 · 1950 · 1951 · 1952 · 1953 · 1954 · 1955 · 1956 · 1957 · 1958 · 1959 · 1960 · 1961 · 1962 · 1963 · 1964 · 1965 · 1966 · 1967 · 1968 · 1969 · 1970 · 1971 · 1972 · 1973 · 1974 · 1975 · 1976 · 1977 · 1978 · 1979 · 1980 · 1981 · 1982 · 1983 · 1984 · 1985 · 1986 · 1987 · 1988 · 1989 · 1990 · 1991 · 1992 · 1993 · 1994 · 1995 · 1996 · 1997 · 1998 · 1999 · 2000 · 2001 · 2002 · 2003 · 2004 · 2005 · 2006 · 2007 · 2008 · 2009 · 2010 · 2011 · 2012 · 2013 · 2014 · 2015 · 2016 · 2017 · 2018 · 2019 · 2020 · 2021 · 2022 · 2023 · 2024
Lijst van beklimmingen
Ronde van de Verenigde Arabische Emiraten ·
Omloop Het Nieuwsblad ·
Strade Bianche ·
Parijs-Nice · 
Tirreno-Adriatico · 
Milaan-San Remo ·
Ronde van Catalonië ·
Driedaagse Brugge-De Panne ·
E3 Saxo Bank Classic ·
Gent-Wevelgem ·
Dwars door Vlaanderen ·
Ronde van Vlaanderen ·
Ronde van het Baskenland ·
Amstel Gold Race ·
Waalse Pijl ·
Luik-Bastenaken-Luik ·
Ronde van Romandië ·
Ronde van Italië ·
Critérium du Dauphiné ·
Ronde van Zwitserland ·
Ronde van Frankrijk ·
Clásica San Sebastián ·
Ronde van Polen ·
Bretagne Classic ·
Benelux Tour ·
Ronde van Spanje ·
Eschborn-Frankfurt ·
Parijs-Roubaix ·
Ronde van Lombardije
Afgelaste wedstrijden: Tour Down Under · Great Ocean Road Race · EuroEyes Cyclassics · GP van Quebec · GP van Montreal · Ronde van Guangxi
Strade Bianche ·
Trofeo Alfredo Binda-Comune di Cittiglio ·
Driedaagse Brugge-De Panne ·
Gent-Wevelgem ·
Ronde van Vlaanderen ·
Amstel Gold Race ·
Waalse Pijl ·
Luik-Bastenaken-Luik ·
Ronde van Burgos ·
La Course by Le Tour de France ·
Clásica San Sebastián ·
Ronde van Noorwegen ·
Simac Ladies Tour ·
GP de Plouay-Bretagne ·
Ceratizit Challenge by La Vuelta ·
Parijs-Roubaix ·
The Women's Tour ·
Ronde van Drenthe
Afgelaste wedstrijden: Cadel Evans Great Ocean Road Race · RideLondon Classic · Postnord Vårgårda WestSweden · Ronde van Chongming · Ronde van Guangxi